# 미스 진 브로디의 전성기
《미스 진 브로디의 전성기》(영어: The Prime of Miss Jean Brodie)는 1969년 개봉한 영국의 드라마 영화로, 뮤리얼 스파크의 소설 《진 브로디 선생의 전성기》(원제는 같다)를 영화화한 작품이다. 로널드 님 감독이 연출했고 매기 스미스가 주인공 진 브로디 선생을 연기했다.
매기 스미스는 이 작품으로 아카데미 여우주연상을 수상하였다.

## 출연진
- 매기 스미스 - 진 브로디
- 로버트 스티븐스 - 테디 로이드
- 패멀라 프랭클린 - 샌디
- 고든 잭슨 - 고든 로더
- 제인 카 - 메리 맥그레거
- 셜리 스티드먼 - 모니카
- 다이앤 그레이슨 - 제니
- 실리아 존슨 - 미스 매케이
- 마고 커닝엄 - 미스 캠벨
- 아일라 캐머런 - 미스 매켄지
- 몰리 위어 - 미스 앨리슨 커
- 헬레나 글로그 - 미스 커
- 로나 앤더슨 - 미스 록하트
- 앤 웨이 - 미스 곤트